# Kemaduh
Kemaduh is een bestuurslaag in het regentschap Nganjuk van de provincie Oost-Java, Indonesië. Kemaduh telt 4011 inwoners (volkstelling 2010).